# Els Aragó de Sicília
Els Aragó de Sicília van ser un branca menor de la nissaga reial catalano-aragonesa de la Casa d'Aragó fundada al segle XIII. A Sicília, la dinastia dels Aragó es va emparentar amb la nissaga sueva dels Hohenstaufen i els seus membres van passar a ser Reis de Sicília durant més d'un segle, entre els anys 1302 i 1410.

## Història

### Orígens
El període que comprèn el Regne de Sicília sota el control d'aquesta nissaga catalano-aragonesa va iniciar-se oficialment l'agost del 1282, quan el rei Pere el Gran va ser coronat a Palerm com a rei de Sicília, amb el nom de "Pere I de Sicília", juntament amb la seva muller consort, Constança de Sicília, darrera hereva del casal Hohenstaufen-Altavila que havia governat l'illa amb anterioritat. Costança era, efectivament, filla del rei Manfred I de Sicília, a qui els Anjou havien llevat la possessió del regne sicilià després de la derrota que va patir a la batalla de Benevent, l'any 1266.
El rei Pere va donar suport a la rebel·lió contra els Anjou, coneguda com les Vespres Sicilianes, per tal de recuperar els drets hereditaris de la seva dona, Constança, que havia estat designada hereva al tron pel seu pare Manfred I, per davant del seu cosí, el duc Conradí de Sicília, abans que aquests fos fet ajusticiar pel rei Carles I d'Anjou, l'any 1268.
Al rei Pere el Gran el va succeir el seu segon fill, Jaume el Just, que seria conegut a l'illa com a Jaume I de Sicília, qui el 1294 va signar amb el rei Carles II d'Anjou la Pau d'Anagni, per la qual els catalans restituïen Sicília als Anjou a canvi de garantir-se la sobirania damunt les illes de Sardenya i Còrsega, donades per l'Església.

### Frederic II de Sicília
El tractat de pau i la renúncia dels catalans al tron de Sicília no va ser ben rebuda pels sicilians, que ho van considerar una traïció, i un 11 desembre de 1295 es van reunir al Parlament de Sicília, a Palerm, els comtes, els barons, els cavallers i els alcaldes de les ciutats de l'illa i van declarar finalitzat el mandat del rei Jaume per passar a triar un nou sobirà, el seu germà menor Frederic, lloctinent general del Regne de Sicília, qui acabarà sent Frederic II de Sicília.
Amb Frederic (1273-1337) es va iniciar la branca siciliana de la Reial Casa d'Aragó a Sicília, que va haver de patir l'enfrontament bèl·lic conegut com la Guerra de Sicília (1282-1302) que va desagnar l'illa fins l'arribada de la Pau de Caltabellotta (Catalabellota, en català), l'any 1302, amb la qual Frederic es va proclamar Rei de Trinacria. Fruit de l'acord, després de la pau signada amb el rei francès, Frederic es va casar amb la princesa Elionor d'Anjou, filla del Rei Carles II d'Anjou.

### Pere II, Lluís I i Frederic III de Sicília
D'aquesta parella reial va néixer el primogènit Pere II de Sicília (1304-1342), que va ser el successor al tron. Després de la mort de Pere II, va heretar el regne el seu germà Joan de Sicília, marquès de Randazzo (1317-1348). L'any 1348, poc abans de morir a causa de la pesta negra, Joan va estipular amb els Anjou la Pau de Catània (1347), segons la qual renunciava a cap futura pretensió sobre el Regne de Sicília.
El successor passarà a ser ara Lluís I de Sicília (1335-1355), anomenat el Nen, que va esdevenir rei de Sicília amb tan sols set anys. Els seus tutors foren el seu oncle patern, el Marquès Jaume, i la seva mare, Elisabet de Caríntia. En morir Lluís, molt jove, sense haver deixat hereus legítims, el va succeir el seu germà menor, Frederic III de Sicília (1341-1377), conegut com el Senzill. Aquest Frederic, cinquè rei de la nissaga catalana a Sicília, es va casar amb la seva cosina Constança d'Aragó i de Navarra, filla del rei català Pere el Cerimoniós, i després amb la noble Antònia de Balzo, filla de Francesc I de Balzo, duc d'Andria. Tanmateix, Frederic només va tenir una filla legítima, de la primera unió amb Constança, la seva hereva Maria.

### Maria de Sicília, Martí el Jove i Martí l'Humà del Casal de Barcelona
Maria de Sicilia (1363-1401) va ser la darrera descendent de la branca reial catalano-siciliana dels Aragó. Després de la seva mort l'any 1401, el Regne de Sicília va passar a ser domini de la branca principal de la nissaga catalana del Casal de Barcelona, pel fet Maria va contraure matrimoni, l'any 1392, amb el príncep Martí el Jove, infant d'Aragó i rei de Sicília, que la va succeir com a sobirà de l'illa fins al 1409.
A Martí el Jove el va succeir Martí L'Humà, conegut també com Martí II de Sicília. Era fill de la princesa Elionor de Sicília, filla de Pere II de Sicília. Però Martí l'Humà va morir sense hereus l'any 1410, i el Regne de Sicília, el 1412, va acabar en mans de la nissaga dels Trastàmara, també reis de la corona catalano-aragonesa, fundada per Ferran d'Antequera, fill d'Elionor d'Aragó i de Sicília.

## Branques col·laterals
Els sobirans de Sicília pertanyents a la nissaga catalano-aragonesa van generar molts fills naturals, dels quals es van derivar algunes branques col·laterals.
Així, el rei Pere I de Sicília va ser pare de Sanç d'Aragó († 1334), castellà d'Amposta i senyor de Militello in Vall Demone, Sicília. Arribat a Sicilia el 1312, d'ell pren origen la branca dels Senyors de Cammarata, per via del seu matrimoni amb Macalda Palizzi, filla de Vinciguerra.
El seu fill, el rei Frederic III de Sicília, de la seva amant, la noble Sibilla Sormella, de Catània, va tenir quatre fills, dels quals dos mascles. Un va ser Alfons Frederic d'Aragó (1290-1339), que va esdevenir vicari general del Ducat d'Atenes, des del 1317, i del Ducat de Neopàtria, des del 1319, a més de Triarca de l'illa d'Eubea, a partir del 1318, senyor de Salona, des del 1320, i comte de Malta i de Gozo, des del 1330 fins a la seva mort. D'Alfons Frederic d'Aragó prové la nissaga de Frederic de Luna (o Frederic d'Aragó i de Sicília) i dels senyors, i després comtes, de Salona, molt poderosos a Grècia, que es va extingir a finals del segle xiv amb Lluís Frederic d'Aragó († 1382); l'altre va ser Orland d'Aragó († 1361), de qui prenen origen el ram dels barons d'Avola, que al XV segle confluiran amb la nissaga dels Tagliavia.

## Genealogia
|                       |                       |                                        |                                        |                                              |                                              |                     |                     |                                                            |                                                            |                                                                                      |                                                                                      |                                               |                                               |                                                                           |                                                                           |                                                                |                                                                |                                                            |                                                            |                      |                      |                                              |                                              |
|                       |                       |                                        |                                        |                                              |                                              |                     |                     |                                                            |                                                            |                                                                                      |                                                                                      |                                               |                                               |                                                                           | Frederic, 18è rei de Sicília (1273-1337) Elionor d'Anjou                  |                                                                |                                                                |                                                            |                                                            |                      |                      |                                              |                                              |
|                       |                       |                                        |                                        |                                              |                                              |                     |                     |                                                            |                                                            |                                                                                      |                                                                                      |                                               |                                               |                                                                           |                                                                           |                                                                |                                                                |                                                            |                                                            |                      |                      |                                              |                                              |
|                       |                       |                                        |                                        |                                              |                                              |                     |                     |                                                            |                                                            |                                                                                      |                                                                                      |                                               |                                               |                                                                           |                                                                           |                                                                |                                                                |                                                            |                                                            |                      |                      |                                              |                                              |
|                       |                       |                                        |                                        |                                              |                                              |                     |                     | Pere, XIX rei de Sicília (1304 -1342) Elisabet de Caríntia | Pere, XIX rei de Sicília (1304 -1342) Elisabet de Caríntia | Constança (1305-1344) I Enric II de Xipre, II Lleó V d’Armènia, III Joan de Lusignan | Constança (1305-1344) I Enric II de Xipre, II Lleó V d’Armènia, III Joan de Lusignan | Manfred, duc d'Atenes i Neopàtria (1306-1317) | Manfred, duc d'Atenes i Neopàtria (1306-1317) | Isabel (1310-1349) Esteve II de Baviera                                   | Isabel (1310-1349) Esteve II de Baviera                                   | Guillem, príncep de Tàrent (1312-1338) Maria Álvarez d'Ejerica | Guillem, príncep de Tàrent (1312-1338) Maria Álvarez d'Ejerica | Joan, duc d'Atenes i Neopàtria (1317-1348) Cesarina Lancia | Joan, duc d'Atenes i Neopàtria (1317-1348) Cesarina Lancia | Catalina (1320-1342) | Catalina (1320-1342) | Margherita (1331-1377) Rodolfo II de Baviera | Margherita (1331-1377) Rodolfo II de Baviera |
|                       |                       |                                        |                                        |                                              |                                              |                     |                     |                                                            |                                                            |                                                                                      |                                                                                      |                                               |                                               |                                                                           |                                                                           |                                                                |                                                                |                                                            |                                                            |                      |                      |                                              |                                              |
|                       |                       |                                        |                                        |                                              |                                              |                     |                     |                                                            |                                                            |                                                                                      |                                                                                      |                                               |                                               |                                                                           |                                                                           |                                                                |                                                                |                                                            |                                                            |                      |                      |                                              |                                              |
| Constança (1324-1355) | Constança (1324-1355) | Elionor (1325-1375) Pere el Cerimoniós | Elionor (1325-1375) Pere el Cerimoniós | Beatrice (1326-1365) Robert II del Palatinat | Beatrice (1326-1365) Robert II del Palatinat | Eufèmia (1330-1359) | Eufèmia (1330-1359) | Violante                                                   | Violante                                                   | Luís, XX rei de Sicília (1335-1358)                                                  | Luís, XX rei de Sicília (1335-1358)                                                  | Giovanni (1340-1353)                          | Giovanni (1340-1353)                          | Frederic, XXI rei de Sicília (1341-1377) IConstanza, II Antonia del Balzo | Frederic, XXI rei de Sicília (1341-1377) IConstanza, II Antonia del Balzo | Blanca (1342-1373) Joan, comte d'Empúries                      | Blanca (1342-1373) Joan, comte d'Empúries                      | amb descendència                                           | amb descendència                                           |                      |                      |                                              |                                              |
|                       |                       |                                        |                                        |                                              |                                              |                     |                     |                                                            |                                                            |                                                                                      |                                                                                      |                                               |                                               |                                                                           |                                                                           |                                                                |                                                                |                                                            |                                                            |                      |                      |                                              |                                              |
|                       |                       |                                        |                                        |                                              |                                              |                     |                     |                                                            |                                                            |                                                                                      |                                                                                      |                                               |                                               |                                                                           |                                                                           |                                                                |                                                                |                                                            |                                                            |                      |                      |                                              |                                              |
|                       |                       |                                        |                                        |                                              |                                              |                     |                     |                                                            |                                                            |                                                                                      |                                                                                      |                                               |                                               | I Maria, reina de Sicília (1363-1401) Martí el Jove                       |                                                                           |                                                                |                                                                |                                                            |                                                            |                      |                      |                                              |                                              |

## Galeria d'imatges

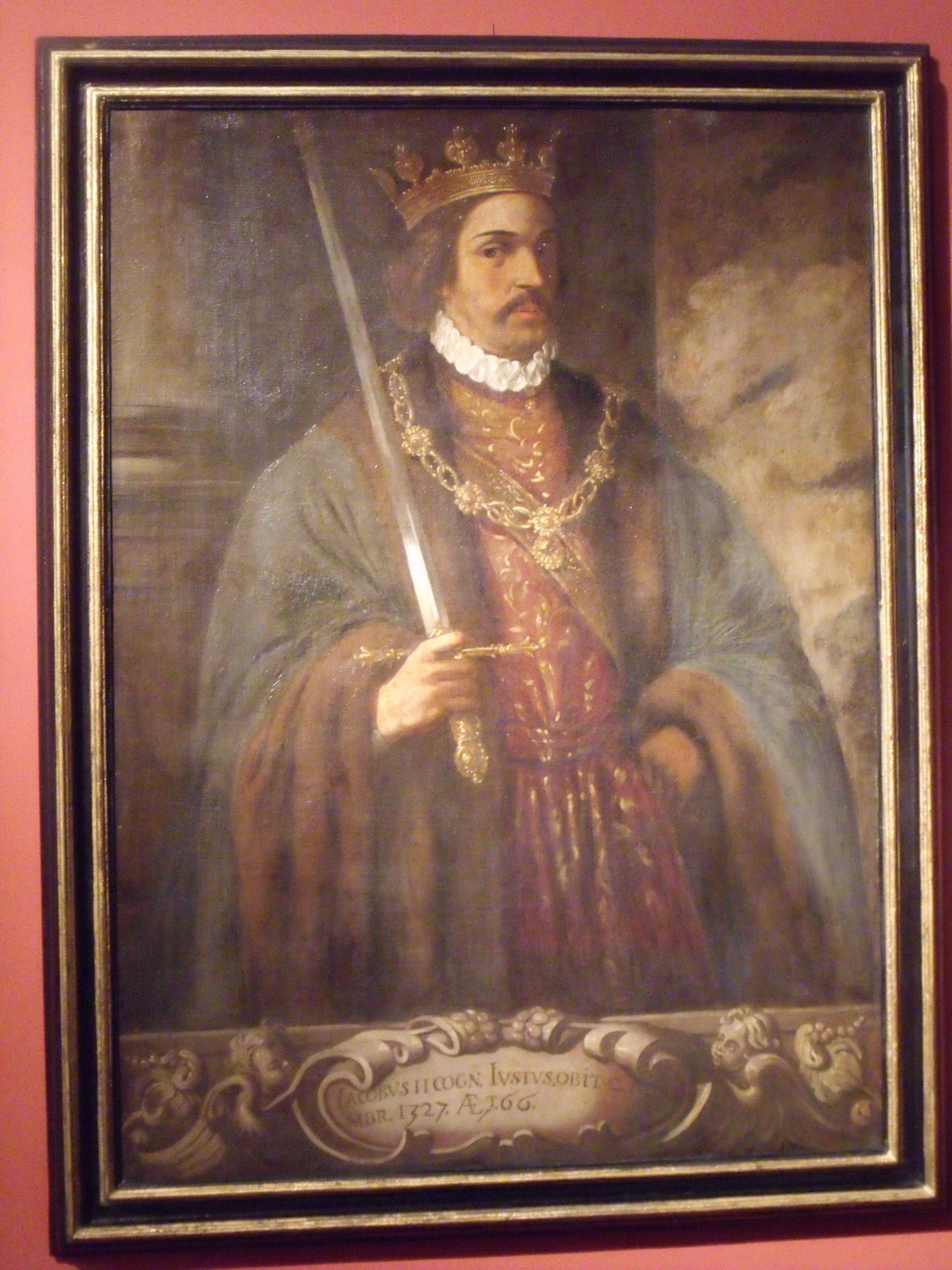
Retrat del reiJaume el Just
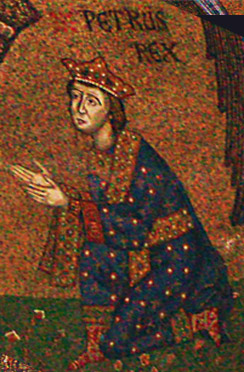
Pere II de Sicília
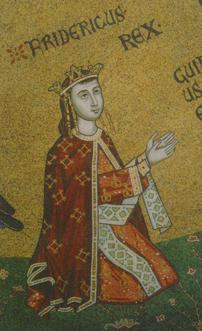
Mosaic de l'àbside de l'altar major del Duomo de Messina, amb un retrat de Frederic II de Sicília
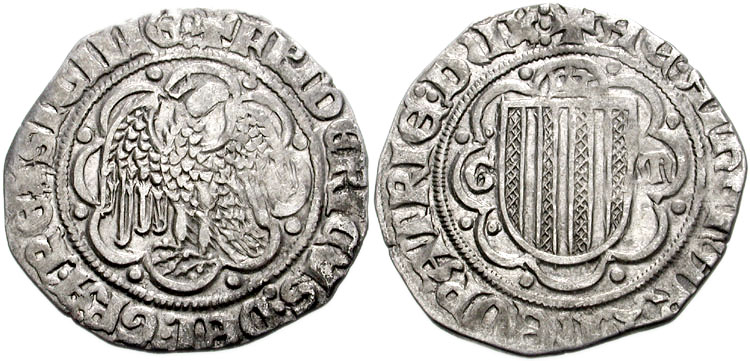
Pesal de Frederic III de Sicília(seca de Messina, 1360)